# Philip Filleul
Philip Rowland Filleul, född 15 juli 1885 i Bath, död 29 juli 1974 i Tonbridge, var en brittisk roddare.
Filleul blev olympisk silvermedaljör i fyra utan styrman vid sommarspelen 1908 i London.